# Casa da Cultura Neusa Nunes Vieira
A Casa da Cultura Neusa Nunes Vieira foi construída no início da década de 1940 para ser a Prefeitura Municipal de Criciúma. Situado na Praça Nereu Ramos, bairro Centro da cidade, o prédio abrigou também o Fórum em 1944, a Câmara Municipal em 1946, e a administração da Fundação Educacional de Criciúma de 1972 a 1980.

## História
Fundado no início da década de 1940 para ser a Prefeitura Municipal, o prédio acolheu do mesmo modo o Fórum em 1944, a Câmara Municipal em 1946 e o gerenciamento da Fundação Educacional de Criciúma de 1972 a 1980. Em 1985, foi derrubado como patrimônio histórico da cidade. Nos dias de hoje, a Casa da Cultura, denominada Neusa Nunes Vieira, é dirigida pela Fundação Cultural de Criciúma e abriga o Arquivo Histórico, o Patrimônio Histórico e uma galeria de arte. 